# Cité Concha y Toro
El Cité Concha y Toro estaba ubicado en la calle Huérfanos entre San Antonio y Mac-Iver, es considerado uno de los primeros cités en Chile, fue proyectado por el arquitecto Emilio Doyère y estaba destinado a albergar a personas de nivel socioeconómico medio.

## Historia
Fue construido en 1891 por iniciativa de Melchor Concha y Toro para albergar a familiares y amigos que sufrieran dificultades económicas. Estaba compuesto de siete casas de dos pisos, tres en cada lado y una en el fondo. Esta tipología termina adoptándose como una de las soluciones más comunes y eficientes al problema de la habitación obrera en Santiago de Chile.
El cité es una tipología arquitectónica que aparece a fines del siglo XIX y es definido como un «conjunto de viviendas, generalmente de edificación continua, que enfrentan un espacio común, privado, el que tiene relación con la vía pública a través de uno o varios accesos. Su denominación tiene como origen esta forma especial de relacionarse con el espacio público que recuerda la ciudadela medieval amurallada».
A diferencia de los conventillos, las viviendas de los cités incluyen los servicios (baño y cocina) en su interior y no en un espacio común. El cité Concha y Toro estaba compuesto de 7 viviendas, según muestran planos de 1915. En su interior funcionó a inicios del siglo XX el Instituto Neumo-Terápico. El cité fue demolido en los años 1980.